# Mamma a quattro ruote
Mamma a quattro ruote (My Mother the Car) è una serie televisiva statunitense di cui sono stati prodotti 30 episodi. 
La prima visione assoluta in lingua italiana spetta alla TV Svizzera, che trasmise la serie nel 1971. Nel 1977, Rai 1 trasmise la serie nella fascia oraria delle 19.20.

## L'ambientazione
Il telefilm racconta la storia di David Crabtree (interpretato da Jerry Van Dyke) che, alla ricerca di una station wagon usata da adibire a seconda automobile della famiglia, decide invece di acquistare una vecchia automobile del 1928 perché si accorge che in essa si è reincarnata sua madre. Crabtree sente che l'automobile lo chiama, parlando attraverso l'autoradio, e lui è l'unico a poter udire questa voce. 

## Episodi
| Stagione       | Episodi | Prima TV USA | Prima TV Svizzera |
| -------------- | ------- | ------------ | ----------------- |
| Stagione unica | 30      | 1965-1966    | 1971              |